# Mynyddislwyn
Mynyddislwyn är en by i community Ynysddu, i kommunen Caerphilly, i Wales. Byn är belägen 7 km från Caerphilly. Mynyddislwyn var en civil parish fram till 1974. Denna civil parish hade 15 464 invånare år 1961. Mynyddislwyn var ett distrikt från 1894 till 1974 då den blev en del av Islwyn. Mynyddislwyn var en community från 1974 till 1982.